# Inocențiu Micu-Klein

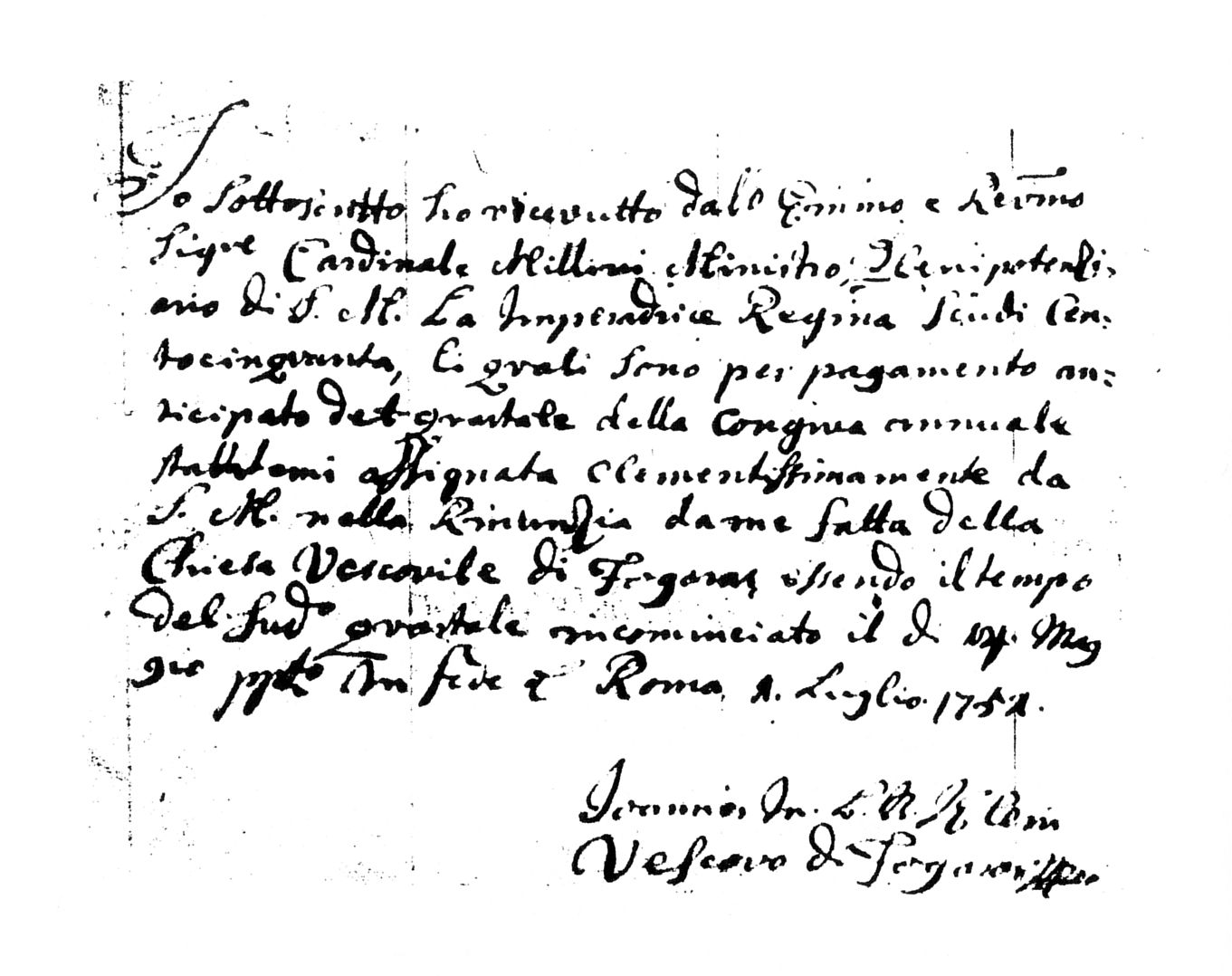
List z podpisem Ioana Micu-Kleina

Ioan Inocențiu Micu-Klein OSBM (ur. 1692 w Sadu, w Siedmiogrodzie, zm. 22 września 1768 w Rzymie) – rumuński greckokatolicki biskup diecezji Fogaraszu z siedzibą w Blaju, walczący o prawa dla Rumunów w należącym wówczas do monarchii Habsburgów Siedmiogrodzie; jeden z głównych przedstawicieli rumuńskiego odrodzenia narodowego i inicjator ruchu zwanego szkołą siedmiogrodzką; propagator unii kościelnej (podporządkowania Cerkwi prawosławnej pod rzymską jurysdykcją).
Urodził się w 1692 roku w rodzinie wolnych chłopów rumuńskich. Wykształcenie zdobywał w kolegiach jezuickich w Klużu i Trnawie. Biskupem został w 1729 roku i jako biskup przeniósł swoją siedzibę do Blaj. Po otrzymaniu tytułu barona, posługiwał się nazwiskiem Ioan Inochenție Micu-Clein.
Pojęciem narodu obejmował wszystkich Rumunów, bez wyłączania z niego chłopów. Mając chłopskie korzenie zaangażował się w walkę o poprawę bytu chłopów. Walczył więc o zniesienie poddaństwa, o prawo do przenoszenia się, o zmniejszenie wymiaru pańszczyzny do 2 dni w tygodniu, o zwrot zagrabionej ziemi i o oświatę. Swoimi wystąpieniami Micu wywołał u węgierskiej szlachty nienawiść i pogardę dla rumuńskich chłopów. Natomiast jemu nie szczędzono obelg i pogróżek. Oskarżano go o zdradę i podburzanie chłopów do buntów, a gdy doszło do zamieszek został wezwany do Wiednia. W obliczy oskarżeń i denuncjacji płynących z Siedmiogrodu, zmuszony był opuścić monarchię Habsburgów. Jego wyjazd do Rzymu rząd austriacki przyjął jednak z zadowoleniem. W sprawach rumuńskich Micu interweniował u papieża, jednak bez skutku. W 1751 roku dobrowolnie zrezygnował z biskupstwa. Zmarł w Rzymie w 1768 roku.